# Malangatana Ngwenya
Malangatana Valente Ngwenya (Matalana, Marracuene, Mozambique, 6 de junio de 1936 – Matosinhos, Oporto, Portugal, 5 de enero de 2011) fue un artista plástico y poeta mozambiqueño. Conocido internacionalmente por su nombre de pila, Malangatana fue un artista de renombre internacional que experimentó en una amplia gama de obras de distintos medios, desde dibujo, murales, cerámica y escultura, hasta la poesía y la música.

## Biografía
Nació en Matalana, una villa al sur de Mozambique. En su juventud, asistió a escuelas misioneras y colaboró con su madre en el campo. A los 12 años, se mudó a la ciudad de Lourenço Marques (en la actualidad Maputo), donde trabajó como "moleque" (cuidador de niños, especialmente para entretenerlos con juegos). En 1953 trabajó como pelotero en un club de tenis, lo que le permitió continuar su educación e ir a clases en la noche. Desarrolló un interés en el arte. En 1960 se convirtió en artista profesional, gracias al apoyo recibido del arquitecto portugués Pancho Guedes, quien le entregó un lugar donde poner su taller.
Augusto Cabral, miembro del club de tenis, le entregó materiales y lo ayudó a vender sus obras de arte. 
En 1964 Malangatana fue detenido por la PIDE, policía secreta portuguesa, quien lo vinculaba con el Frente de Liberación de Mozambique (Frelimo). Después de estar en presidio dieciocho meses, fue liberado porque no se pudo comprobar su vinculación. Desde esa fecha, su obra reflejó la situación política de su país. Con la llegada de la paz en 1992 y las elecciones en 1994, su estilo comenzó a reflejar un periodo más optimista de la historia de Mozambique.
Fue diputado del Partido Frelimo desde 1990 hasta 1994 y uno de los miembros del Frelimo en la Asamblea Municipal de Maputo.
Falleció el 5 de enero de 2011, a los 74 años de edad, en el hospital Pedro Hispano de Matosinhos, Portugal.

## Obra
La obra de Malangatana a menudo se concentró en los acontecimientos histórico políticos de su país, sobre todo hasta la independencia de Mozambique en 1975. Hacía referencia al colonialismo portugués y a la lucha anticolonial, la guerra civil y la independencia del país. Su obra actual, aunque sigue explorando los temas amplios y universales de la violencia y la resistencia y capturando la dureza de la vida humana y sus aspectos heroicos, ha venido adquiriendo desde los 80 un carácter sensual muy marcado y se constituye en un gran canto al amor "eros", fundamentalmente. La obra de Malangatana es gigantesca, con una concentración de pinturas al óleo (tanto de gran tamaño sobre tela y masonite como en pequeño formato sobre papel) y de dibujo a la tinta sobre papel. Malangatana atesora una importantísima colección en su propia casa del Barrio Aeropuerto, abierta a quien quiera visitarla, que irá a integrar el gran museo que construyó en Matalana, con planos del arquitecto Pancho Guedes.

## Exhibiciones y premios
En 1958, Malangatana realizó algunas funciones en el Núcleo de Arte, una organización local de artistas que aún subsiste y con la cual colaboraba, y recibió apoyo del pintor Ze Julio. Al siguiente año, tuvo su primera exhibición pública a la edad de 25 años. En 1963, publicó algunos de sus poemas en el periódico Black Orpheus (célebre revista publicada en Nigeria por Ulli Beier y Wole Soyinka, entre otros) y su obra fue publicada en la antología de Poesía Moderna de África.
En 1971, recibió una beca de la fundación Gulbenkian. Su obra se encuentra en la colección del Museo Nacional de Arte Africano en Washington D. C., Estados Unidos. Asimismo, elaboró numerosos murales, incluyendo para el Frelimo y la Unesco, y una escultura monumental en la antigua fábrica Mabor, en Maputo.
Ayudó también a crear varias instituciones culturales en Mozambique y fue fundador del Movimiento por la Paz Mozambiqueño.
Malangatana recibió la Medalla Nachingwea por su contribución a la Cultura Mozambiqueña y fue investido como Grande Official da Ordem do Infante D. Henrique. En 1997, fue nombrado Artista para la Paz por la Unesco y recibió un Premio Príncipe Claus.
La obra de Malangatana viajó en numerosas exhibiciones por varios países, como Angola, Cuba, Portugal, India, Chile, Zimbabue, Cabo Verde, Nigeria, Bulgaria, Suiza, Uruguay, Bélgica y Pakistán.
Malangatana fue uno de los pocos artistas extranjeros en ser nombrado miembro honorario de la Academia de Artes de la extinta República Democrática Alemana.